# 寺崎一雄
寺崎 一雄（てらさき かずお、1940年8月8日 - ）は、日本の実業家。テレビ西日本代表取締役会長。福岡県出身。

## 来歴
1959年に福岡県立明善高等学校を経て、早稲田大学法学部に進学。早稲田大学卒業後、1964年4月に西日本新聞社入社。1991年2月に同社社会部長、1993年7月に編集局次長、1995年6月に東京支社長（局長）に就任。1997年6月にテレビ西日本取締役。1999年6月に同社常務、2003年6月に専務に昇進。2005年6月に社長就任。2013年6月より同社会長。